# Два-Бульді-два
«Два-Бульді-два» — радянський німий чорно-білий художній фільм 1929 року «про пробудження почуття революційного протесту у старого циркового артиста під час громадянської війни». Поставлено режисерами Ніною Агаджановою і Львом Кулєшовим за однойменною повістю Філіпа Гоппа. Прем'єра фільму відбулася 27 грудня 1930 року.

## Сюжет
1919 рік, громадянська війна. Одне з невеликих російських міст знаходиться під загрозою захоплення білогвардійськими військами. Більшовики закликають населення до оборони. Син старого клоуна, Бульді-молодший, керує формуванням дружини з артистів цирку. В результаті запеклих боїв добре озброєним загонам білих вдається захопити місто. Настають дні білого терору. Бульді-молодшого заарештовують. Йому загрожує смерть. Батько благає білогвардійського полковника пощадити сина: через кілька днів має відбутися прем'єра їх спільного виступу «Два-Бульді-два», про яку все життя мріяв старий артист. Навіть у день вистави старий все ж очікує приходу сина, не знаючи, що полковником вже відданий наказ про розстріл. Старий клоун, як і раніше, виходить на арену один. Раптово під час його виступу в цирк вбігає Бульді-молодший, переслідуваний солдатами. Спритність і сила циркового артиста допомагають йому обдурити своїх переслідувачів і сховатися у вікні купола цирку. Бульді-старший захоплено аплодує сину. Через деякий час син зустрічає свого батька, який усвідомив сенс і цілі революційної боротьби, в рядах червоноармійського загону.

## У ролях
- Сергій Комаров —  Бульді-батько, клоун
- Володимир Кочетов —  Бульді-син
- Анель Судакевич —  Майя
- Андрій Файт —  полковник
- Володимир Цоппі —  директор цирку
- Михайло Жаров —  голова ревкому
- Віра Марецька —  секретар ревкому
- Микола Ярочкін —  голова місцевкому цирку
- Самсон Поляков —  Васька
- Михайло Комаров —  Філіппенко
- Олександр Чистяков —  майстер  (немає в титрах)
- Володимир Уральський —  шталмейстер  (немає в титрах)
- Олександр Громов — епізод (немає в титрах)
- Василь Бокарєв —  клоун  (немає в титрах)
- Петро Галаджев — епізод (немає в титрах)

## Знімальна група
- Режисери — Ніна Агаджанова, Лев Кулєшов
- Сценарист — Осип Брік
- Оператори — Петро Єрмолов, Олександр Шеленков
- Художники — Володимир Баллюзек, Сергій Козловський